# Влчи Хабрина
Влчи Хабрина (чеш. Vlčí Habřina) је насељено мјесто са административним статусом сеоске општине (чеш. obec) у округу Пардубице, у Пардубичком крају, Чешка Република.

## Становништво
Према подацима о броју становника из 2014. године насеље је имало 307 становника.